# Notohípids
Els notohípids (Notohippidae, gr. ‘cavalls meridionals’) són una família extinta de mamífers placentaris de l'ordre Notoungulata, pertanyent al superordre Meridiungulata, que van habitar a Sud-amèrica. Els fòssils dels notohípids estan datats des de l'Eocè fins al Miocè inferior. L'ombra del dubte plana sobre el monofiletisme tant dels notohípids en general com de les seves dues subfamílies, Notohippinae i Rhynchippinae.